# Гундомар I
Гундомар I (д/н — бл. 411) — король бургундів.

## Життєпис
Син короля Гібіки. У 407 році разом з братами Гізельгером та Гундагаром вступив в союз зі свевами, вандалами і аланами завдяки чому зуміли прорвати ослаблену оборону західної Римської імперії на Рейні. Керував захопленням прирейнських земель. Вважається, що володарював до 411 року. наступний королем став його брат Ґізельгер
В «Пісні про Нібелунгів» відомий як Гернот — брат Крімгільд. Переможений Рюдігером з Бегеларну в трояндовому саду Вормса. Брав участь в змові проти свояка, чоловіка Крімгільд, Зігфріда й загинув разом з іншими бургундськими воїнами в країні Етцеля.
В норвезький міфологій знаний як Гутормр.